# Umm al-Fahm
Kiryat Motzkin (tiếng Hebrew: אום אל-פחם, tiếng Ả Rập: أم الفحم) là một thành phố Israel. Thành phố thuộc quận Haifa. Thành phố có diện tích 22,253 km2, dân số năm 2009 là 46.100 người.
Thành phố này nằm trên dãy núi Umm al-Fahm, điểm cao nhất trong số đó là núi Iskander (522 mét so với mực nước biển), nhìn ra Wadi Ara. Umm al-Fahm là trung tâm xã hội, văn hóa và kinh tế cho cư dân của khu vực Wadi Ara và Triangle.